# کارنامه

کارنامه دوره متوسطه در ایران

کارنامه یا کارنامه تحصیلی به گزارشی از ریزنمرات به‌دست آمده از سوی یک دانش‌آموز در مقاطع دبستان، راهنمایی، دبیرستان و دانشگاه گفته می‌شود.

## پیرامون واژه
برخلاف فارسی که کارنامه تنها واژه برای این مفهوم است، در زبان انگلیسی واژه‌های زیادی چنین مفهومی دارند. Transcript یا Permanent Record یا ساده‌شده‌اش Record واژه‌هاییست که در آمریکا برای کارنامه به کار می‌روند. در اروپا در سامانهٔ ECTS از (Transcript of Records (ToR استفاده می‌شود. در کانادا از Report card و در هندوستان از Marksheet بهره گرفته می‌شود.

## سامانهٔ نمره در جهان

### آمریکایی
در آمریکا برای نشان دادن بازده یک دانش‌آموز یا دانشجو یا حروف به کار می‌روند (مانند F, D، C, B، A که A بهترین نمره و F نشانهٔ افتادن می‌باشد) یا با نمرات نشان داده می‌شود (به این صورت که A=۹۰–۱۰۰، B=۸۰–۸۹، C=۷۰–۷۹، D=۶۰–۶۹، f=۰–۵۹).

### افغانستانی
بیشینهٔ نمرات در امتحانات آموزش و پرورش افغانستان ۱۰۰ است. با این حال بیشینه نمرات هر نیم سال تحصیلی در کارنامه دانش آموزان اعداد ۴۰ و ۶۰ است. به این ترتیب که بیشینه نمرات در نیم سال اول ۴۰ و در نیم سال دوم ۶۰ است. مجموع این دو نمره، نمره سالانه محسوب می‌شود و با این حساب بیشینه آن همان ۱۰۰ خواهد شد.
اگر شاگردی به دلیلی موجه تنها در امتحانات آخر سال شرکت کند همان نمره‌ای که از ۴۰ نمره گرفته‌است در عدد ۲٫۵ ضرب می‌شود و به عنوان نمره سالانه ثبت می‌گردد.
حد پایین نمره برای کامیابی در امتحان نمره ۴۰ است که معادل نمره ۸ در ایران می‌شود.

### ایرانی
نمرات نوشته شده در کارنامه در ایران از ۲۰ شرط قبولی در ایران نمرهٔ ۱۰ می‌باشد. 
در دوره ابتدایی کارنامه توصیفی است (شامل خیلی خوب، خوب، قابل قبول، نیازمند به تلاش بیشتر) بالاترین خیلی خوب و پایین‌ترین نیازمند به تلاش بیشتر است.
انتشار نمرات و کارنامه دانش آموزان همیشه پس از اتمام امتحان میان ترم یا امتحان پایانی در مدارس انجام می‌پذیرد. پس از این که معلمان مدارس برگه‌های امتحانی دانش آموزان را دریافت کرده و آن‌ها را تصحیح نمودند، نمرات دریافتی در سامانه سیدا دانش آموزی ثبت می‌شود.

### کانادایی
در کانادا نیز یا حروف به کار می‌روند (مانند D, C، B, A که A بهترین نمره و D نشانهٔ افتادن می‌باشد) یا با نمرات نشان داده می‌شود (به این صورت که A=۸۰–۱۰۰، B=۷۰–۷۹، C=۶۹–۵۱، D/Fail= ۵۰–۰).